# Colatina
Colatina è un comune del Brasile nello Stato dell'Espírito Santo. È una delle principali città dell'entroterra dello stato e la sua influenza copre anche le città dell'est del Minas Gerais. Con 124 525 abitanti, è l'ottavo comune più popoloso dello stato e il 238º del Brasile.
Come risultato della sua economia diversificata, con un buon equilibrio tra i tre settori produttivi - primario, secondario e terziario, nonché la presenza di un considerevole parco educativo e servizi soddisfacenti nell'assistenza sanitaria di base e avanzata, il comune occupa il quinto posto nella classifica di indice di sviluppo umano dello stato, con un indice corrispondente a 0,746, che è considerato elevato per il Programma delle Nazioni Unite per lo sviluppo (UNDP). Tra i 5 565 comuni brasiliani, Colatina occupa il 628º posto in relazione allo stesso elemento.
L'evoluzione del suo punto urbano avvenne inizialmente, a partire dalla riva sud del Rio Doce. Al giorno d'oggi notiamo un equilibrio tra le due parti. Questi sono collegati per mezzo di due ponti. Colatina è affettuosamente conosciuta come la "Principessa del Nord", a causa del ruolo di primo piano che ha svolto nell'economia dell'Espírito Santo negli anni 1950 e 1960.